# Title (EP)
Title é o primeiro extended play (EP) da artista musical estadunidense Meghan Trainor. O seu lançamento ocorreu em 9 de setembro de 2014, através da Epic Records. Serve como o primeiro trabalho de Trainor, e foi posteriormente substituído por seu álbum de estreia de mesmo nome (2015). Antes de lançar material, a cantora já havia distribuído um disco homônimo e os projetos acústicos I'll Sing with You e Only 17 independentemente. Mais tarde, o último foi entregue a Al Anderson, membro da NRBQ, em uma exposição de compositores feita em Durango; ele entregou-o para Carla Wallace, da Big Yellow Dog Music, que ofereceu a Trainor um contrato publicitário. Depois de ter sido incentivada por seus pais, ela abandonou o colégio devido a diferenças criativas com seus colegas e professores, sentido que era capaz de conseguir ser uma compositora. Após um período em que passou por dificuldades como compositora, Trainor escreveu canções para diversos artistas e conheceu o compositor e produtor Kevin Kadish através de um amigo de Nashville, Tennessee, reunindo-se com ele para uma sessão de composição. Posteriormente, Trainor descreveu seu encontro com Kadish como "encontrar seu compositor favorito".
Concebido em 2014, logo após Trainor ser contratada pela Epic, o EP foi gravado no mesmo ano nos estúdios The Carriage House em Nolensville, Tennessee, com a produção executiva de Kadish e Meghan — sendo que o primeiro também serviu como o produtor musical do trabalho — e apresenta quatro composições inteiramente elaboradas por ele e Trainor. Musicalmente, as canções de Title incorporam estilos sonoros retrô inspirados pelo doo-wop dos anos 1950, e também são inspiradas pelo R&B moderno e o pop melódico, bem como por gêneros como hip hop, country, rock and roll e soca; seu conteúdo lírico é baseado na feminilidade do século XXI. O projeto foi recebido com análises mistas pelos críticos musicais; alguns elogiaram sua produção e a habilidade vocal da cantora, enquanto outros criticaram seu conteúdo lírico. A faixa-título e "All About That Bass" tornaram-se centro de controvérsia entre diversos resenhistas, que acusaram ambas de serem anti-feminismo. Title obteve um desempenho comercial moderado, registrando entrada nas tabelas musicais do Canadá, da Dinamarca e dos Estados Unidos. Neste último país, estreou na 15ª colocação da Billboard 200 com 21 mil unidades adquiridas.
"All About That Bass" foi distribuída em 30 de junho de 2014 como a primeira e única faixa de trabalho do EP. Foi recebida de forma geralmente positiva pela mídia especializada, sendo indicadas em diversas categorias de diferentes premiações, incluindo Record of the Year e Song of the Year nos Grammy Awards de 2015, porém perdendo em ambas para "Stay with Me" de Sam Smith. Obteve um desempenho comercial bastante positivo, registrando vendas de mais de seis milhões de unidades ao redor do mundo e atingindo o topo das tabelas musicais de 58 países. Além disso, permaneceu por oito semanas consecutivas na primeira posição da tabela estadunidense Billboard Hot 100 e por quatro publicações no cume da britânica UK Singles Chart.

## Antecedentes e desenvolvimento
São canções que eu queria [que tivessem sido lançadas] antes de entrar no ensino médio. Do tipo, se amar mais e se respeitar mais. Espero que as garotas pequenas, como minha prima, vão para o ensino médio conhecendo essas canções e o quão elas são legais. Há hinos femininos capacitadores — como 'eu me amo, sou bonita' —, mas também há 'eu mereço um homem bom, eu mereço um namorado bom, você devia me levar'. Seria incrível [ouvir isso como criança]. Eu queria que tivessem sido lançadas antes.

—Trainor falando sobre o conteúdo lírico do projeto em entrevista para o Cape Cod Times.
Em 2009, aos 15 anos de idade, Trainor matriculou-se no Berklee College of Music. Lá, ela participou de um curso de cinco semanas, recebendo notas altas e chegando até à final de uma competição de composição promovida pelo colégio. Ao longo daquele ano, seus pais a levavam para convenções de composição. Em 2011, ela lançou os álbuns acústicos I'll Sing with You e Only 17 de forma independente; o primeiro foi finalizado em 2010, e o último foi feito de forma predominantemente pop e apresentou influências do jazz e do country. Ao longo de 2010 e 2011, Trainor estabilizou-se como cantora e compositora, conquistando sucesso em concursos de composição feitos nos Estados Unidos. Posteriormente, Only 17 foi entregue à Al Anderson, integrante da banda NRBQ, durante uma exposição de compositores em Durango. Anderson entregou o trabalho à Carla Wallace, da Big Yellow Dog Music, que ofereceu à Trainor um contrato publicitário aos 17 anos de idade. Depois de ter sido incentivada por seus pais, ela abandonou o colégio devido à diferenças criativas com seus colegas e professores, sentido que era capaz de se suceder como compositora. Em seguida, Trainor passou por dificuldades como compositora e, aos 19 anos, frustrou-se com as viagens de longa distância que fazia para chegar até Los Angeles, Califórnia, onde decorriam as sessões de composição. Seus pais não queriam que ela se mudasse para Los Angeles, pois sentiram que seria "terrível" e dispendioso, contudo, com a renda que ganhava com o acordo publicitário, Trainor conseguiu mudar-se para a cidade de Nashville, Tennessee. Posteriormente, ela compôs canções para artistas da Itália e da Dinamarca, e escreveu a faixa-título e primeiro single de Can't Blame a Girl for Trying, EP de estreia da atriz Sabrina Carpenter. Depois de escrever canções para grupos como Rascal Flatts e R5, e fornecer vocais para demos de alguns artistas. Trainor conheceu o compositor e produtor Kevin Kadish em abril de 2013, através de amigos em comum em Nashville. Ela descreveu seu encontro com Kadish como "encontrar seu compositor favorito", e reuniu-se com ele para uma sessão de composição.
Depois de mudar-se para Nashville em novembro de 2013, Trainor tinha a intenção de tornar-se artista aos 25 anos. Kadish e Trainor escreveram uma canção juntos, "All About That Bass". Eles ofereceram a faixa para diversas gravadoras e artistas, incluindo Beyoncé Knowles e Adele, cujas equipes de A&R rejeitaram. Depois de ter sido convencida a ficar com a canção, Trainor apresentou-a para L.A. Reid, chefe executivo da Epic Records, e, em fevereiro de 2014, ele contratou-a para a gravadora. Após a sua contratação, ela iniciou a concepção de seu trabalho de estreia. Em entrevista para o The Baltimore Sun, o produtor falou sobre o desenvolvimento do trabalho: "Nós estávamos tipo: 'vamos fazer um EP [influenciado pela música dos] anos 50 e vamos ver se alguém gostará, apenas por diversão". Sobre o título do EP, Meghan disse o seguinte para a página Popjustice: "Intitulei o EP de Title. Obviamente, todo mundo perguntaria qual era o título, e eu pensei: 'ei, eu sou esperta, e vou intitulá-lo assim'". O título foi descrito como "criativo" por Mike Wass, do Idolator. "Dear Future Husband" foi inspirada por uma brincadeira feita por Trainor com seu pai, na qual ela disse que seu futuro marido "estaria em algum lugar, esperando". A cantora falou que o trabalho possuía uma "sensação do doo-wop" reminiscente à de "All About That Bass", mas que seria liricamente diferente. Trainor notou que Title falava de temas que "nem todas as pessoas pensam", como compromissos e permanecer fiel a si mesmo. O projeto foi a ideia da Epic de provar que Trainor não era uma artista de apenas um êxito, devido ao sucesso enorme de "All About That Bass". Em entrevista para o The Boston Globe, a cantora disse que o material foca-se em "uma [pessoa] estranha de 19 [ou] 20 anos, quando você tem certeza de que é um adulto, mas ainda não é". Posteriormente, a intérprete adicionou que "todas as canções soavam de forma semelhante à hinos femininos [e] muito pessoais", sentindo que as faixas do EP apresentavam-na melhor do que "All About That Bass" a apresentou.

## Lançamento e divulgação

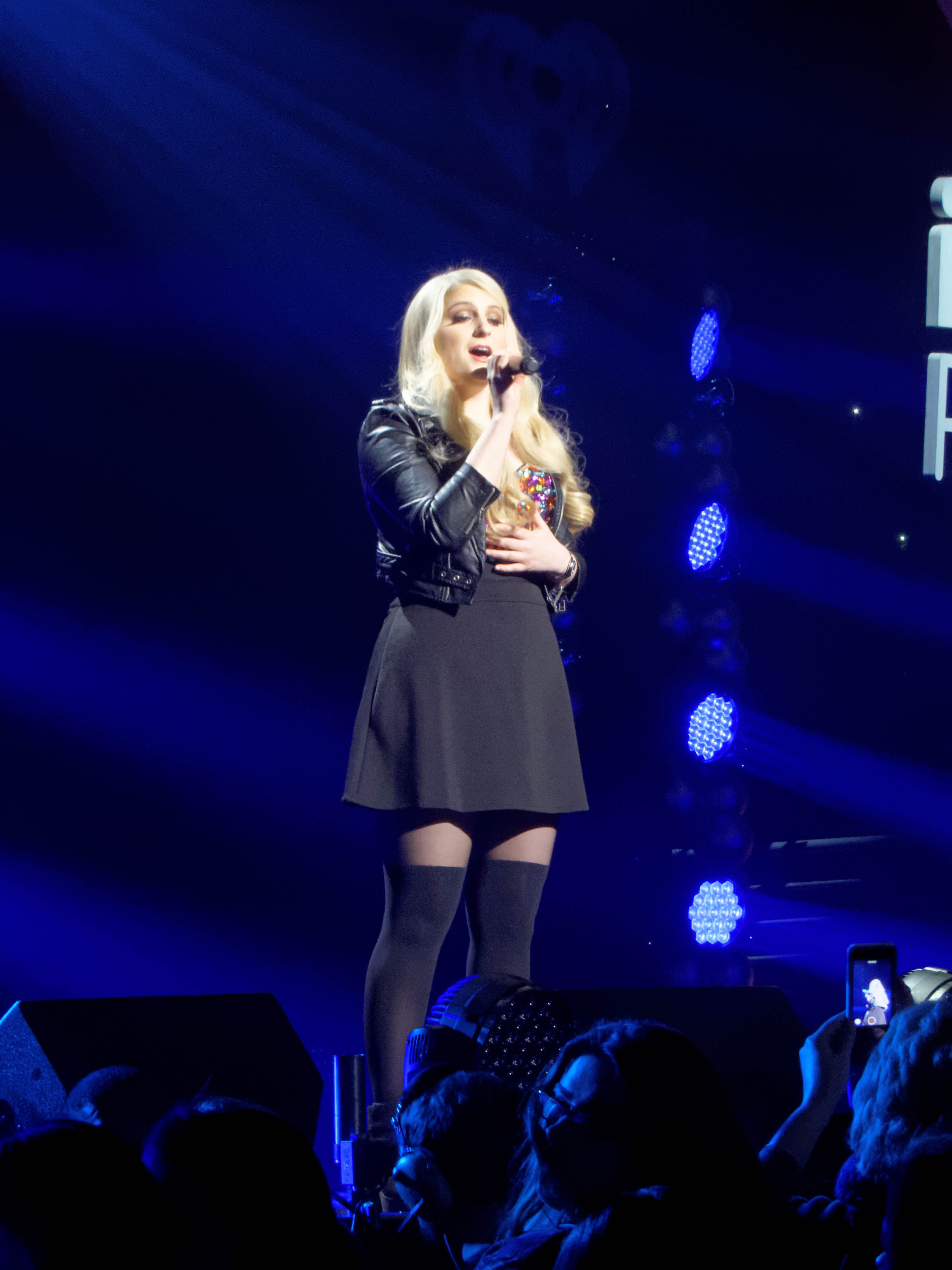
Trainor apresentando "Close Your Eyes" durante a Jingle Ball Tour em 10 de dezembro de 2014.

Em 10 de agosto, uma prévia de "Dear Future Husband" foi apresentada ao vivo por Trainor em um concerto promocional feito em Kansas City. A lista de faixas do EP foi divulgada quatro dias depois. Em entrevista para o Direct Lyrics, a artista disse que as quatro canções do trabalho foram "escolhidas aleatoriamente". Em 29 de agosto seguinte, foi revelada a capa do EP e uma prévia de 15 segundos da faixa-título. A capa é uma foto promocional previamente vista da cantora, que foi editada pela Epic com novas cores. A MTV lançou a versão completa de "Title" em 5 de setembro de 2014 através de sua página oficial. "Close Your Eyes" foi lançada pelo portal musical BuzzFeed em 8 de setembro. Trainor revelou para a Teen Vogue que seus fãs ensaiaram as faixas do projeto e acostumaram-se com cada letra antes do EP ser lançado. Title foi distribuído nos formatos de CD e download digital a partir de 9 de setembro de 2014 nos Estados Unidos. Um EP lançado para promover "All About That Bass" formado pelas mesmas faixas de Title foi comercializado na Alemanha, na Áustria e na Suíça em 3 de outubro de 2014. No dia 20 do mesmo mês, Title foi substituído nas iTunes Store estadunidense e australiana pela pré-venda do álbum de estreia da artista, também intitulado Title (2015), que contém todas as faixas do EP. Entretanto, o EP não foi substituído em formato físico.
A artista promoveu Title com uma série de aparições públicas e apresentações ao vivo televisionadas. As primeiras foram performances de "All About That Bass" em Nashville, durante um concerto de Emily West em 16 de julho de 2014, e no Live! with Kelly and Michael no dia 16 de agosto seguinte. Em 2 de setembro, a jovem participou do Entertainment Tonight e interpretou a supracitada faixa acompanhada apenas de seu ukulele. Acompanhada de Jimmy Fallon e a banda The Roots, sucedeu-se uma outra atuação do tema no The Tonight Show Starring Jimmy Fallon em 4 de setembro, usando instrumentos musicais para crianças. Esta foi considerada "leve", "divertida" e "o antídoto perfeito para as suas sextas-feiras" por Kevin O'Keeffe, do The Wire. Para a Billboard, o jornalista Gary Trust analisou que a interpretação ajudou a "agitar a publicidade" para a música e ajudou a fazê-la passar da segunda posição para o topo da tabela musical Billboard Hot 100 na semana seguinte. Em 11 de setembro, Trainor participou do The Ellen DeGeneres Show e cantou "All About That Bass". Quatro dias depois, apresentou-se com a mesma faixa no The X Factor Australia, marcando sua primeira aparição na televisão do país. No dia 6 de outubro de 2014, ela apresentou "Title" para a MTV. A canção também foi interpretada em uma sessão para o National Post em 14 de outubro.

## Composição
Comparado com trabalhos de Jenny Lewis e Neko Case, Title foi gravado em 2014 no estúdio The Carriage House, em Nolensville, Tennessee, sob a produção executiva e musical de Kadish, e apresenta quatro canções compostas por Kadish e Trainor que incorporam estilos sonoros retrô inspirados pelo doo-wop dos anos 50, e também são inspiradas pelo R&B moderno e o pop melódico. Suas estruturas líricas são baseadas na feminilidade do século XVI. "All About That Bass", faixa de abertura do EP e primeiro single do mesmo, é uma canção derivada do bubblegum pop e do doo-wop, inspirada pela música dos anos 50 e 60, e contém elementos de outros gêneros musicais, nomeadamente R&B, hip hop, tropical, country e rock and roll. Sonoramente, é formada por um gancho repetitivo, um groove característico do soul pop dos início dos anos 60, um andamento de forma vocalizada e uma melodia vibrante. Liricamente, serve como uma chamada para aprovar a própria aparência e promove uma imagem corporal positiva; metaforicamente, refere-se à aparência da traseira de uma mulher. Na canção, Trainor critica a indústria da moda por criar padrões inatingíveis de beleza, mais precisamente nas frases "Eu vejo aquela revista usando Photoshop / Sabemos que aquilo não é real / Vamos lá, façam parar" e "Eu não serei a sua Barbie magra e siliconada".
A faixa-título é uma canção soca pop, e combina trompas e vocais de apoio com ukulele folk pop e percussão que transforma-se em uma batida programada. Contém ainda palmas e efeitos sonoros sutis e modernos. Na faixa, Trainor usa um tom aural e assertivo. O verso rap em "Title" foi comparado com trabalhos da rapper australiana Iggy Azalea e do duo estadunidense Karmin. Seu conteúdo lírico apresenta a cantora exigindo que seu amante coloque um nome no estado do relacionamento de ambos. Foi descrito pela intérprete como "me chame de sua namorada, eu estou cansada de ser sua coisa fofa, então me chame de sua namorada e me dê esse título". Musicalmente, ela sentiu que a obra apresenta seu estilo artístico, e comentou: "Eu gostei de 'Title' [porque ela] apresentou tambores caribenhos antes do refrão, e uma ponte rap que foi (...) [um] som totalmente diferente". Christina Garibaldi, da MTV News, disse que o número "serve como uma lição para as mulheres não se contentarem com uma amizade colorida". "Dear Future Husband" é uma canção doo-wop, e é liricamente composta por uma lista de fatores que o interesse amoroso de Trainor deveria saber antes de oferecer qualquer proposta a ela. Jon Dolan, da Rolling Stone, definiu a faixa como "um sonho [da] YoungArts que não é uma fantasia de cor pastel", e opinou que "[Trainor] imagina o casamento como um contrato entre pessoas que trabalham e não cozinham". A melodia da faixa foi comparada com "Runaround Sue", do cantor Dion; sonoramente, a música é composta por uma série de palmas que servem como batidas, uma bateria inspirada pelo rock, um piano descrito como "animado" e instrumentação efervescente. A última faixa, "Close Your Eyes", é uma balada lenta moderna e fala sobre ignorar a negatividade e amar a si mesmo em seus próprios termos. Apoiada por uma guitarra acústica, a intérprete apresenta uma performance vocal matizada, expressiva e oscilante, ao passo em que os vocais de apoio contêm uma afinação deslocada.

## Recepção

### Crítica profissional
| Críticas profissionais  | Críticas profissionais |
| Avaliações da crítica   | Avaliações da crítica  |
| Fonte                   | Avaliação              |
| ----------------------- | ---------------------- |
| Allmusic                | [ 43 ]                 |
| Hit the Floor           | [ 52 ]                 |
| Knoxville News Sentinel | [ 49 ]                 |
| Renowned for Sound      | [ 53 ]                 |
| Rolling Stone           | [ 3 ]                  |
| Stereogum               | (mista)                |

O disco recebeu análises mistas por parte dos críticos de música contemporânea. Jon Dolan, da Rolling Stone, afirmou que "[assim como 'All About That Bass'], o EP engancha semelhantes temas de empoderamento de Beyoncé em um doo-wop açucarado e com melodias de girl group". Para o Allmusic, Matt Collar louvou a habilidade vocal de Trainor como "emotiva" e "altamente ressonante". Christina Garibaldi, da MTV News, sentiu que a faixa-título demonstrou a "impressionante" habilidade da artista para rap. Chris DeVille, jornalista do Stereogum, escreveu que "Title sugere que ela [Meghan] pode superar 'All About That Bass' se encontrar um assunto novo para suas composições". Ele elogiou a produção do álbum, opinando que "[a cantora entende] como elaborar um êxito, tanto em termos de música enérgica em escala maior quanto em termos de letras atrevidas e dignas de meme". Em uma crítica mista, um escritor do Knoxville News Sentinel comentou que "após '[All About That] Bass', Title perde seu elemento de surpresa e deixa até os ouvintes apreciativos a esperar o que mais Trainor tem para oferecer".
James Shotwell, do Under the Gun, afirmou que "é como se Trainor e sua equipe soubessem que 'Bass' se tornaria um sucesso e começassem a duplicá-la em diversas variações [...] Isso funcionaria se o resultado fosse interessante, mas não há atitude suficiente ou originalidade para isso". De acordo com ele, "não há razão para que alguém fique mais do que um ou dois dias com o Title antes de remover as faixas de suas bibliotecas digitais e mover para qualquer 'novo sabor' que surja na semana seguinte". Para o portal Renowned for Sound, Naomi Janes comentou que "enquanto a música da artista não é, certamente, para todos os gostos, não há como negar que Meghan Trainor sabe escrever uma balada cativante e tem a voz para isso". Janes deu uma nota de 2.5 estrelas de cinco máximas. Joe Hopkins, em análise para o Hit the Floor, escreveu que "com uma música tão ubíqua quanto 'All About That Bass' [...] [em Title] Trainor tem a chance de mostrar sua música antes de se tornar apenas 'a garota que lançou uma canção sobre bumbum'".

### Alegações de antifeminismo
Parte do conteúdo lírico de "All About That Bass" tornou-se centro de controvérsia entre críticos musicais, que sentiram que a faixa não promovia uma imagem corporal positiva como Trainor esperava. A cantora foi acusada de antifeminismo, apropriação cultural e de envergonhar as mulheres magras na canção, especificamente nas frases "Vou trazer o bumbum de volta / Vá contar isso àquelas vadias magrelas" e "Minha mãe me disse para não me preocupar sobre o tamanho / Ela diz: 'os rapazes gostam de mais bumbum para abraçar à noite'". Em uma publicação do The Daily Telegraph, Olivia O'Niell analisou: "Se as 980 mil curtidas da canção no YouTube e os 90 mil seguidores de Meghan no Twitter significam qualquer coisa, parece que a mensagem que a maioria das pessoas estão deduzindo a partir do hit é positiva". Entretanto, O'Niell destacou que as letras da música "ultrajaram alguns ouvintes, com comentários do YouTube criticando Trainor por sua 'hipocrisia velada'". Kris Ex, da Complex, disse que a faixa "levantou as prioridades corporais da beleza negra e os códigos das gírias urbanas". Naomi Schaefer Riley, do New York Post, descreveu a canção como uma "falsa capacitadora" e escreveu: "Meghan Trainor está tentando esconder algo em impressionáveis meninas adolescentes, e feministas querem que ela saiba que não conseguirá". Em resposta às alegações antifeministas, Trainor disse em entrevista para a Billboard: "Eu não me considero uma feminista, mas sinto-me mal pelo fato de a minha primeira oportunidade de dizer algo para o mundo ser tão significativo. Se você me perguntar: 'O que quer dizer?', seria 'amar-se mais'". Em uma entrevista televisionada para o The Today Show, a cantora disse: "Eu não trabalhei duro [escrevendo a canção] para odiar as pessoas magras, eu escrevi a canção para ajudar minha confidência corporal — e ajudar os outros". Em outra ocasião, para o portal Popjustice, ela defendeu a obra:
| “ | Bem, eu não critico as pessoas magras! Eu nunca iria envergonhar uma pessoa magra! Eu não sei quem gostaria [de envergonhar uma pessoa magra]. Eu acho que elas param de ouvir imediatamente depois que eu digo 'vadias magras' e desligam. Mas eu digo: 'Não, estou brincando, eu sei que se acham gordas'. Por exemplo, eu tenho amigas magras e algumas delas ficam na frente do espelho e dizem: 'puxa, eu sou grande'. E eu fico na frente do espelho e digo: 'Jesus! Se vocês são grandes, o que eu sou?'. Isso não é certo. Eu estava tentando dizer isso. Houve uma conta no Twitter que fez um blog dizendo: 'Esta é uma canção de humilhação corporal'. Eu fiquei tipo, 'Oh meu Deus, tudo bem'. Eu não entendo. Eu nunca iria envergonhar uma pessoa magra. Não faz sentido. | ” |

A canção-título também se tornou assunto da mesma controvérsia, e foi apelidada de "tão anti-feminista quanto 'All About That Bass'". L.V. Anderson, da revista Slate, avaliou que "Title" perpetuou uma retrógrada crença sobre relacionamentos e considerou a artista como uma má influência. Ele afirmou que "mais uma vez ela passa a mensagem de que os homens definem o valor das mulheres". Para o jornal The Guardian, Sean Michaels destacou as passagens "Você tem que me tratar como um troféu / Me colocar em uma estante / Você tem que me exibir" como controversas.

## Singles
"All About That Bass" foi lançada como o primeiro single e único do EP em 30 de junho de 2014. A obra foi aclamada pelos críticos musicais e escolhida como uma candidata à "Canção do Verão de 2014" por diversas publicações. Ela foi reconhecida com uma nomeação ao People's Choice Award para Favorite Song, uma indicação ao MTV Europe Music Award para Best Song with a Social Message, perdendo para "Pretty Hurts", de Beyoncé, e "Shake It Off", de Taylor Swift, respectivamente. E em duas categorias do Grammy Awards de 2015: Record of the Year e Song of the Year, perdendo em ambas para "Stay with Me" de Sam Smith. Tornou-se o impulso da artista para o sucesso mainstream e um dos mais vendidos de todos os tempos, com vendas excedentes a seis milhões de cópias mundialmente. A composição chegou ao topo de tabelas musicais de mais de 58 países, incluindo oito semanas no cume da Billboard Hot 100 — a principal tabela estadunidense —, e quatro na primeira posição da UK Singles Chart. "All About That Bass" foi certificada como disco de platina quíntuplo pela Recording Industry Association of America (RIAA) e até dezembro de 2014 já tinha acumulado vendas de mais de quatro milhões de exemplares apenas em território estadunidense.
"Dear Future Husband" foi originalmente anunciada por Meghan como segunda música de trabalho durante uma entrevista com o portal Popjustice em 18 de agosto de 2014; no entanto, em uma outra ocasião com a MTV em 24 de setembro, ela afirmou sua escolha por "Title". Pouco depois, ela disse que a obra tinha sido engavetada em favor da sua opção anterior, que teria sido novamente escolhida, mas revelou em outubro que estava filmando um vídeo musical para a faixa-título. Porém o lançamento foi cancelado em favor de "Lips Are Movin", que foi liberado em 21 de outubro de 2014 como o segundo single do álbum de estúdio homônimo, que serviu como uma substituição ao EP. Embora não tenham tido nenhuma distribuição de destaque, "Dear Future Husband" e "Title" conseguiram registrar entrada em diversas tabelas musicais, devido às fortes vendas digitais do disco. A primeira teve como pico as posições 64 na estadunidense Billboard Hot 100, 87 na canadense Canadian Hot 100 e 27 na tabela de singles neozelandesa; a última tornou-se a segunda obra de Trainor a chegar às dez melhores posições na Nova Zelândia, alcançando a 9.ª posição como melhor e sendo certificada como ouro pela Recorded Music NZ (RMNZ) por 7.500 cópias comercializadas. Nos Estados Unidos, sua melhor posição foi a centésima.

## Lista de faixas
Todas as faixas escritas e compostas por Meghan Trainor e Kevin Kadish e produzidas por Kadish. O alinhamento de faixas oficial foi revelado em 14 de agosto de 2014.. 
| N.º            | Título                | Duração |  |
| 1.             | "All About That Bass" | 3:07    |  |
| 2.             | "Title"               | 2:54    |  |
| 3.             | "Dear Future Husband" | 3:04    |  |
| 4.             | "Close Your Eyes"     | 3:40    |  |
| Duração total: | Duração total:        | 12:45   |  |

## Créditos
Lista-se abaixo os profissionais envolvidos na elaboração de Title, de acordo com o encarte do EP:
Gravação e gestão
- Gravado e mixado nos The Carriage House (Nolensville, Tennessee)
- Masterizado nos The Mastering Place (Nova Iorque)
- Publicado pela Year of the Dog Music (ASCAP), uma divisão da Big Yellow Dog, LLC / Over-Thought Under-Appreciated Songs (ASCAP)

Equipe
| - Vocais: Meghan Trainor - Vocais de apoio: Kevin Kadish, Jeremy Lister - A&R: Bekah Connolly, Marisa Pizarro, Michael Klein, Heather Santos - Produção executiva: Meghan Trainor, Kevin Kadish - Palmas e percussão: Meghan Trainor - Programação de bateria: Meghan Trainor, Kevin Kadish - Composição: Meghan Trainor, Kevin Kadish - Produção musical: Kevin Kadish - Gravação: Kevin Kadish - Saxofone barítono: David Baron, Jim Hoke - Masterização: Dave Kutch | - Engenharia: Kevin Kadish - Guitarras acústica e elétrica: Kevin Kadish - Piano: David Baron, Kevin Kadish - Órgão Hammond: Kevin Kadish, David Baron - Desenho de som: Kevin Kadish - Mixagem: Kevin Kadish - Sintetizadores: Kevin Kadish - Outros instrumentos: Kevin Kadish, Meghan Trainor - Direção artística: JP Robinson, Fatima Robinson - Direção de design: JP Robinson, Fatima Robinson - Fotografia: Sarah McColgan |

## Desempenho nas tabelas musicais
Title estreou na 15.ª posição da tabela Billboard 200 na edição datada em 27 de setembro de 2014, com vendas de 21 mil cópias. De acordo com o analista Brian Cantor, o álbum "obliterou [sua] previsão de vendas" e "dobrou fortemente" a predição de 11 mil cópias do Hits Daily Double. Cantor notou que em sua primeira semana, dúvidas sobre o desempenho comercial do EP surgiram, "sinalizadas por sua ascensão tardia aos cinco álbuns mais vendidos do gráfico do iTunes". Nas três primeiras semanas, o disco manteve-se nas 25 melhores posições da lista, e até janeiro de 2015, tinha vendido 171 mil cópias em território estadunidense. O produto também ajudou Trainor a chegar ao topo da Billboard Artist 100 pela primeira vez; a parada mede a popularidade de um artista levando em conta vendas de álbuns e singles, airplay, fluxo de mídia e a interação com fãs em mídias sociais. No total, Title permaneceu quatorze semanas na Billboard 200.
No Canadá, teve sua estreia na posição 17 e acumulou um total de dezessete semanas na parada Canadian Albums Chart. Na Dinamarca, teve uma aparição na Hitlisten em 21 de novembro de 2014 antes de sair na semana seguinte; sua melhor colocação foi a 35.ª.

### Posições
| Tabela musical (2014)          | Melhor posição |
| ------------------------------ | -------------- |
| Canadá (Canadian Albums Chart) | 17             |
| Dinamarca (Hitlisten)          | 35             |
| Estados Unidos (Billboard 200) | 15             |

## Histórico de lançamento
Title foi lançado em 9 de setembro de 2014 em todo o continente americano, no Reino Unido, na Austrália e na Irlanda, em formatos de CD e download digital. Em alguns destes países, o produto foi disponibilizado apenas no primeiro formato; em outros, no segundo. Apenas os cidadãos dos Estados Unidos puderam adquirir o disco em ambos os formatos. Três dias depois, o álbum chegou às lojas australianas em formato físico, seguido pela distribuição alemã — no mesmo formato — em 17 de outubro.
| País           | Data                   | Formato              | Gravadora |
| -------------- | ---------------------- | -------------------- | --------- |
| Canadá         | 9 de setembro de 2014  | CD                   | Epic      |
| Reino Unido    | 9 de setembro de 2014  | CD                   | Epic      |
| Estados Unidos | 9 de setembro de 2014  | CD, download digital | Epic      |
| Austrália      | 9 de setembro de 2014  | Download digital     | Epic      |
| Brasil         | 9 de setembro de 2014  | Download digital     | Epic      |
| Irlanda        | 9 de setembro de 2014  | Download digital     | Epic      |
| Austrália      | 12 de setembro de 2014 | CD                   | Epic      |
| Alemanha       | 17 de outubro de 2014  | CD                   | Epic      |